# Lycaenesthes aethiops
Lycaenesthes aethiops är en fjärilsart som beskrevs av William Lucas Distant 1886. Lycaenesthes aethiops ingår i släktet Lycaenesthes och familjen juvelvingar. Inga underarter finns listade i Catalogue of Life.